# Culen skót király
Cuilén mac Ildulb (mai gael nyelven: Cailean), (950 k. – 971) angol nyelvű változatai a Culen vagy a Colin, becenevén An Fionn, „Fehér”, 967-től 971-ben bekövetkezett haláláig Alba (Skócia) királya. Egyike Indulf király (Ildulb mac Causantín) három ismert fiának, a másik kettő Amlaíb és Eochaid volt.
Úgy tartják, hogy valamilyen módon köze lehetett elődje, Dub király (Dub mac Maíl Coluim) halálához, aki győzött Culen ellen egy 965-ös csatában.
Az Alba királyainak krónikája feljegyzett néhány eseményt Culen uralkodásának idejére vonatkozóan. Azt mondja egy helyütt, hogy Marcan, Breodalaig (vagy Breodalach) fia gyilkosság áldozata lett Lothianben, majd, hogy a cennrigmonaidi 2. Cellach püspök és Máel Brigte, aki szintén püspök volt, meghaltak. Rajtuk kívül mások halálát is említi a forrás, ezek kiléte ismeretlen, azonban az bizonyos, hogy fontos emberek lehettek. Máel Brigte, a 937-ben a brunanburhi csata során n megölt angusi elöljáró, Angusi Dubacan fia lehetett. Végül megtudjuk, hogy Leot és Sluagadach Rómába mentek, valószínűleg egyházi ügyekben.
971-ben Culen és testvére, Eochaid bennégtek egy felgyújtott lothiani házban. A tettes állítólag Amdarch, strathclyde-i herceg volt, aki többek szerint bosszúból ölt, ugyanis Culen megerőszakolta a lányát. Az Alba királyainak krónikája nem szól arról, hogy Culent Ionán temették el, de a Dub halálára vonatkozó bejegyzés ezt valószínűsíti.
Culen utódja a trónon Dub fivére, II. Kenneth (Cináed mac Maíl Coluim) lett, akit a 970-es évek végén egy röFelső index szövegevid időre elűzött Culen testvére, Amlaíb. Culen fia, III. Konstantin (Causantín mac Cuilén) később ugyancsak király lett.